# Diplostraca
Los diplostráceos (Diplostraca) son un orden de crustáceos branquiópodos caracterizados por presentar un caparazón de dos valvas, que recuerda a la concha de los bivalvos. Comprende más de 600 especies.

## Clasificación
Según Martin & Davis (2001), los diplostráceos incluyen los siguientes grupos:
- Suborden Laevicaudata Linder, 1945
  -     - Familia Lynceidae Baird, 1845
- Suborden Spinicaudata Linder, 1945
  -     - Familia Cyzicidae Stebbing, 1910
    - Familia Eosestheriidae Zhang & Chen, 1976 (fósil)
    - Familia Euestheridae Defretin, 1965 (fósil)
    - Familia Leptestheriidae Daday, 1923
    - Familia Limnadiidae Baird, 1849
    - Familia Palaeolimnadiidae Tasch, 1956 (fósil)
- Suborden Cyclestherida Sars, 1899
  -     - Familia Cyclestheriidae Sars, 1899
- Suborden Cladocera Latreille, 1829
  - Infraorden Ctenopoda Sars, 1865
    - Familia Holopediidae Sars, 1865
    - Familia Sididae Baird, 1850

  - Infraorden Anomopoda Stebbing, 1902
    - Familia Bosminidae Baird, 1845
    - Familia Chydoridae Stebbing, 1902
    - Familia Daphniidae Straus, 1820
    - Familia Macrothricidae Norman & Brady, 1867

  - Infraorden Onychopoda Sars, 1865
    - Familia Cercopagididae Mordukhai-Boltovskoi, 1968
    - Familia Podonidae Mordukhai-Boltovskoi, 1968
    - Familia Polyphemidae Baird, 1845

  - Infraorden Haplopoda Sars, 1865
    - Familia Leptodoridae Lilljeborg, 1900

Los subórdenes Laevicaudata, Spinicaudata y Cyclestherida se agrupaban antiguamente bajo el nombre de concostráceos, grupo que es parafilético y debe abandonarse.